# NIFL Premiership
Die NIFL Premiership oder Danske Bank Premiership – früher als Irish Premier League, Irish Football League, Irish League bzw. Irish Football Association Premiership bekannt – ist die höchste Spielklasse im nordirischen Fußball.
Die NIFL Premiership gilt als die zweitälteste Nationalliga der Welt. Sie wurde eine Woche vor der schottischen Football League gegründet, hatte aber de facto – und auch vom Namen her – anfangs nur eine regionale Ausdehnung. Sieht man davon ab, ist nur die englische Football League älter.

## Geschichte
Die Liga wurde 1890 als Belfast and District League gegründet. Dementsprechend kamen die Mitgliedsvereine vor und bis 1902 alle aus dem späteren Nordirland – die meisten aus Belfast – oder der Nachbargrafschaft Donegal. Erst später zur Irish League erweitert, wurde sie nach der irischen Teilung 1921, nun wieder ohne Vereine aus dem Süden, zur nordirischen Liga, behielt aber den Namen bei.
2003 übernahm die Irish Football Association die Kontrolle über die höchste Liga und benannte sie in Irish Premier League (IPL) um. Ein Jahr später übernahm man auch die Leitung der beiden anderen Ligen und benannte sie in IFA Intermediate First bzw. Second Division um. Die Irish Premier League umfasste zwischen 2003 und 2008 als Irish Premier League 16 Mannschaften, während die IFA Intermediate First und Second Division jeweils 12 Mannschaften zählten.
2013 übergab die Irish Football Association die Organisation der Premiership sowie der Championship an die neugegründete Northern Ireland Football League. Die neue Meisterschaft wurde in NIFL Premiership umbenannt.

## Neuorganisation der Liga
Mit Beginn der Saison 2008/09 wurde das nordirische Ligasystem erneut reorganisiert. Die bisherige Irish Premier League wurde im Zuge dessen in IFA Premiership umbenannt und von 16 auf 12 Mannschaften reduziert. Die Entscheidung über die Anträge auf Teilnahme an der IFA Premiership, die im August 2008 den Spielbetrieb aufnahm, wurde am 13. Mai 2008 durch den IFA-Exekutivausschuss auf der Grundlage eines Punktesystems vorgenommen, bei dem mehrere Faktoren der einzelnen Vereine berücksichtigt wurden (u. a. sportlicher Erfolg, Finanzen, Infrastruktur). Neben Armagh City (Absteiger) und dem Larne FC, der auf eine Meldung für die IFA Premiership verzichtet hatte, wurden die bisherigen Premier-League-Vereine Portadown, Donegal Celtic und Limavady United danach nicht zur Teilnahme an der obersten Spielklasse zugelassen.
Während Limavady United bereits vor der Entscheidung des IFA-Lizenzausschusses die Spielberechtigung für die IFA Premiership verweigert worden war, wurde der Antrag Portadowns auf Aufnahme in das neue Ligaoberhaus aufgrund verspäteter Einreichung abgelehnt. Donegal Celtic FC dagegen verpasste die Teilnahme an der IFA Premiership aufgrund der zu geringen Punkteanzahl nach dem oben genannten Auswahlsystem. Die Einsprüche der betroffenen Vereine gegen die Entscheidung des IFA-Lizenzausschusses wurden von der IFA-Berufungskammer in der Folge jedoch verworfen.
Die jüngste Ligareform betraf jedoch auch die beiden nachgeordneten Spielklassen. Die bisherige Intermediate First Division wurde danach als IFA Championship mit dem Saisonstart 2008/09 zunächst auf 17 Vereine vergrößert, ein Jahr später unter der neuen Bezeichnung „IFA Championship 1“ jedoch wieder auf insgesamt 14 Vereine reduziert. Die bisherige Intermediate Second Division umfassten dagegen unter dem Namen IFA Interim League zunächst unverändert 12 Klubs, wurde dann allerdings mit Beginn der Saison 2009/10 – nunmehr als „IFA Championship 2“ – auf 15 Vereine erweitert.
Entgegen anfänglicher Berichterstattung, wonach der Auf- und Abstiegsmodus zwischen den Ligen für die ersten beiden Jahre des neuen Ligaformats ausgesetzt werden sollte, sind Auf- und Abstiege zwischen den Ligen nun von Beginn an eingeplant. Eine verbindliche Regelung für die Auf- und Abstiege in die bzw. aus der IFA Premiership, welche sowohl einen Direktaufstieg bzw. -abstieg als auch einen Play-off-Modus zwischen dem Vorletzten der IFA Premiership und dem Zweitplatzierten der IFA Championship vorsieht, wurde von der IFA am 17. Juni 2008 festgelegt.

## Spielmodus
Eine Spielzeit in der NIFL Premiership umfasst mit Beginn der Saison 2008/09 nunmehr 38 Spieltage statt bisher 30 Spieltage. Dabei wird die Liga nach dem 33. Spieltag in verschiedene Spielgruppen, eine Meisterrunde und eine Abstiegsrunde, aufgeteilt, welche jeweils die sechs Mannschaften aus der oberen bzw. der unteren Tabellenhälfte umfasst. Entsprechend diesem Spielmodus, der dem Spielsystem der schottischen Premier League nachempfunden ist, tritt jeder Verein in den verbleibenden Spieltagen jeweils einmal gegen die fünf anderen Klubs aus der gleichen Spielgruppe an. Der abschließende Tabellenrang wird zum Saisonende je nach Tabellenhälfte getrennt gerechnet, so dass es keine Überschneidungen mit der jeweils anderen Spielgruppe mehr gibt. Somit kann am Ende der Saison zum Beispiel der Siebtplatzierte mehr Punkte als der Sechstplatzierte haben.

## Qualifikation für europäische Wettbewerbe
Der Meister nimmt an der 1. Qualifikationsrunde der UEFA Champions League teil. Der Vizemeister und der Pokalsieger spielen in der 1. Qualifikationsrunde der UEFA Europa Conference League. Der 3. Platz für die Conference League wird in einer KO-Runde mit 4 Mannschaften ausgespielt. Für diese KO-Runde qualifizieren sich die vier besten Mannschaften, die noch keinen Startplatz in Europe haben. Befand sich der Pokalsieger in der Meisterrunde, nimmt somit auch die beste Mannschaft der Abstiegsrunde an der KO-Runde teil.

## Mitglieder in der Saison 2025/26
In der Saison 2025/26 spielen folgende zwölf Mannschaften um die nordirische Meisterschaft:
| - Ballymena United - Bangor FC (Aufsteiger) - Carrick Rangers - Cliftonville FC - Coleraine FC - Crusaders FC | - Dungannon Swifts (Pokalsieger) - Glenavon FC - Glentoran FC - Larne FC - Linfield FC (Meister) - Portadown FC |

## Bisherige Meister
- 1890/91 Linfield
- 1891/92 Linfield
- 1892/93 Linfield
- 1893/94 Glentoran
- 1894/95 Linfield
- 1895/96 Distillery
- 1896/97 Glentoran
- 1897/98 Linfield
- 1898/99 Distillery
- 1899/00 Belfast Celtic
- 1900/01 Distillery
- 1901/02 Linfield
- 1902/03 Distillery
- 1903/04 Linfield
- 1904/05 Glentoran
- 1905/06 Cliftonville / Distillery  1
- 1906/07 Linfield
- 1907/08 Linfield
- 1908/09 Linfield
- 1909/10 Cliftonville
- 1910/11 Linfield
- 1911/12 Glentoran
- 1912/13 Glentoran
- 1913/14 Linfield
- 1914/15 Belfast Celtic
- 1915/16 Linfield  (a)
- 1916/17 Glentoran  (a)
- 1917/18 Linfield  (a)
- 1918/19 Belfast Celtic  (a)
- 1919/20 Belfast Celtic
- 1920/21 Glentoran
- 1921/22 Linfield
- 1922/23 Linfield
- 1923/24 Queen’s Island
- 1924/25 Glentoran
- 1925/26 Belfast Celtic
- 1926/27 Belfast Celtic
- 1927/28 Belfast Celtic
- 1928/29 Belfast Celtic
- 1929/30 Linfield
- 1930/31 Glentoran
- 1931/32 Linfield
- 1932/33 Belfast Celtic
- 1933/34 Linfield
- 1934/35 Linfield
- 1935/36 Belfast Celtic
- 1936/37 Belfast Celtic
- 1937/38 Belfast Celtic
- 1938/39 Belfast Celtic
- 1939/40 Belfast Celtic
- 1940–1947 Kein Ligabetrieb
- 1947/48 Belfast Celtic
- 1948/49 Linfield
- 1949/50 Linfield
- 1950/51 Glentoran
- 1951/52 Glenavon
- 1952/53 Glentoran
- 1953/54 Linfield
- 1954/55 Linfield
- 1955/56 Linfield
- 1956/57 Glenavon
- 1957/58 Ards
- 1958/59 Linfield
- 1959/60 Glenavon
- 1960/61 Linfield
- 1961/62 Linfield
- 1962/63 Distillery
- 1963/64 Glentoran
- 1964/65 Derry City
- 1965/66 Linfield
- 1966/67 Glentoran
- 1967/68 Glentoran
- 1968/69 Linfield
- 1969/70 Glentoran
- 1970/71 Linfield
- 1971/72 Glentoran
- 1972/73 Crusaders
- 1973/74 Coleraine
- 1974/75 Linfield
- 1975/76 Crusaders
- 1976/77 Glentoran
- 1977/78 Linfield
- 1978/79 Linfield
- 1979/80 Linfield
- 1980/81 Glentoran
- 1981/82 Linfield
- 1982/83 Linfield
- 1983/84 Linfield
- 1984/85 Linfield
- 1985/86 Linfield
- 1986/87 Linfield
- 1987/88 Glentoran
- 1988/89 Linfield
- 1989/90 Portadown
- 1990/91 Portadown
- 1991/92 Glentoran
- 1992/93 Linfield
- 1993/94 Linfield
- 1994/95 Crusaders
- 1995/96 Portadown
- 1996/97 Crusaders
- 1997/98 Cliftonville
- 1998/99 Glentoran
- 1999/00 Linfield
- 2000/01 Linfield
- 2001/02 Portadown
- 2002/03 Glentoran
- 2003/04 Linfield
- 2004/05 Glentoran
- 2005/06 Linfield
- 2006/07 Linfield
- 2007/08 Linfield
- 2008/09 Glentoran
- 2009/10 Linfield
- 2010/11 Linfield
- 2011/12 Linfield
- 2012/13 Cliftonville
- 2013/14 Cliftonville
- 2014/15 Crusaders
- 2015/16 Crusaders
- 2016/17 Linfield
- 2017/18 Crusaders
- 2018/19 Linfield
- 2019/20 Linfield
- 2020/21 Linfield
- 2021/22 Linfield
- 2022/23 Larne
- 2023/24 Larne
- 2024/25 Linfield

## Rekordmeister
Die bisherigen 124 Meisterschaften verteilten sich wie folgt auf 13 Vereine:
| Rang | Verein               | Anzahl |
| ---- | -------------------- | ------ |
| 1.   | Linfield FC          | 57     |
| 2.   | Glentoran FC         | 23     |
| 3.   | Belfast Celtic       | 13     |
| 4.   | Crusaders FC         | 7      |
| 5.   | Lisburn Distillery 1 | 6      |
| 6.   | Cliftonville FC 1    | 5      |
| 7.   | Portadown FC         | 4      |
| 8.   | Glenavon FC          | 3      |
| 9.   | Larne FC             | 2      |
| 10.  | Ards FC              | 1      |
| 10.  | Coleraine FC         | 1      |
| 10.  | Derry City 2         | 1      |
| 10.  | Queen’s Island       | 1      |

## UEFA-Fünfjahreswertung
Platzierung in der UEFA-Fünfjahreswertung:
(in Klammern die Vorjahresplatzierung). Die Kürzel CL, EL und CO hinter den Länderkoeffizienten geben die Anzahl der Vertreter in der Saison 2026/27 der Champions League, der Europa League sowie der Conference League an.
- 40.  (38)  Färöer (Liga, Pokal) – Koeffizient: 10.750 – CL: 1, EL: 0, CO: 3
- 41.  (45)  Malta (Liga, Pokal) – Koeffizient: 8.500 – CL: 1, EL: 0, CO: 3
- 42.  (42)  Nordirland (Liga, Pokal) – Koeffizient: 8.333 – CL: 1, EL: 0, CO: 3
- 43.  (44)  Litauen (Liga, Pokal) – Koeffizient: 8.250 – CL: 1, EL: 0, CO: 3
- 44.  (40)  Liechtenstein (Pokal) – Koeffizient: 8.000 – CL: 0, EL: 0, CO: 1

Stand: Ende der Europapokalsaison 2024/25